# Maria Korítseva
 Maria Korítseva (ucraïnès: Марія Коритцева, Kíiv, Ucraïna, 25 de maig del 1985) és una tennista professional ucraïnesa retirada.
En el seu palmarès consten sis títols de dobles femenins en el circuit WTA però cap individualment. La seva posició més alta en el rànquing individual va ser el número 50 del món, el qual va aconseguir el 18 d'agost del 2008, mentre que en dobles femenins va arribar al 39è lloc. VA formar part de l'equip ucraïnès de Fed Cup en diverses edicions.
El fet més destacable en la seva carrera és el seu sorprenent camí a la final del Sunfeast Open 2007 celebrat a Kolkata (Índia) el setembre del 2007. En el camí cap a la seva aparició a la final, ella va derrotar-hi Monique Adamczak, Vania King, que havia derrotat a la cap de sèrie núm. 1 Marion Bartoli en l'anterior ronda, Tatsiana Putxak i Anne Keothavong. La seva actuació en el torneig va finalitzar davant Maria Kirilenko, que la va derrotar 6 a 0, 6 a 2 en la final. Allà va perdre la final de dobles també.
Filla de Sergey Koryttsev i Elena Chelnokova, que va ser la seva entrenadora, té una germana anomenada Anastasia.

## Palmarès

### Individual: 2 (0−2)
| Llegenda                     |
| ---------------------------- |
| Grand Slam (0−0)             |
| WTA Tour Championships (0−0) |
| Tier I (0−0)                 |
| Tier II (0−0)                |
| Tier III (0−1)               |
| Tier IV (0−1)                |
| Tier V (0−0)                 |

| Títols per superfície |
| --------------------- |
| Dura (0−1)            |
| Gespa (0−0)           |
| Terra batuda (0−1)    |

| Resultat  | Núm. | Data                 | Torneig        | Superfície   | Oponent         | Marcador |
| --------- | ---- | -------------------- | -------------- | ------------ | --------------- | -------- |
| Finalista | 1.   | 13 de juliol de 2007 | Calcuta, Índia | Dura (i)     | Maria Kirilenko | 0−6, 2−6 |
| Finalista | 2.   | 13 de juliol de 2008 | Palerm, Itàlia | Terra batuda | Sara Errani     | 2−6, 3−6 |

### Dobles femenins: 10 (6−4)
| Abans de 2009                | Després de 2009         |
| ---------------------------- | ----------------------- |
| Grand Slam (0−0)             |                         |
| WTA Tour Championships (0−0) |                         |
| Tier I (0−0)                 | Premier Mandatory (0−0) |
| Tier II (0−0)                | Premier 5 (0−0)         |
| Tier III (1−3)               | Premier (0−0)           |
| Tier IV i V (3−0)            | International (2−1)     |

| Títols per superfície |
| --------------------- |
| Dura (4−2)            |
| Gespa (0−0)           |
| Terra batuda (2−2)    |

| Resultat   | Núm. | Data                   | Torneig                | Superfície   | Parella          | Oponents                                  | Marcador         |
| ---------- | ---- | ---------------------- | ---------------------- | ------------ | ---------------- | ----------------------------------------- | ---------------- |
| Guanyadora | 1.   | 18 de juliol de 2005   | Palerm, Itàlia         | Terra batuda | Giulia Casoni    | Klaudia Jans Alicja Rosolska              | 4−6, 6−3, 7−5    |
| Guanyadora | 2.   | 16 de juliol de 2007   | Palerm (2)             | Terra batuda | Darya Kustova    | Alice Canepa Karin Knapp                  | 6−4, 6−1         |
| Finalista  | 1.   | 13 de juliol de 2007   | Calcuta, Índia         | Dura (i)     | Alberta Brianti  | Al·la Kudriàvtseva Vania King             | 1−6, 4−6         |
| Guanyadora | 3.   | 6 de gener de 2008     | Auckland, Nova Zelanda | Dura         | Lilia Osterloh   | Martina Müller B. Záhlavová-Strýcová      | 6−3, 6−4         |
| Finalista  | 2.   | 11 de febrer de 2008   | Viña del Mar, Xile     | Terra batuda | Julia Schruff    | Alicja Rosolska Līga Dekmeijere           | 5−7, 3−6         |
| Guanyadora | 4.   | 15 de setembre de 2008 | Canton, Xina           | Dura         | Tatiana Poutchek | Sun Tiantian Yan Zi                       | 6−3, 4−6, [10−8] |
| Finalista  | 3.   | 20 d'octubre de 2008   | Luxemburg, Luxemburg   | Dura (i)     | Vera Dushevina   | Sorana Cîrstea Marina Eraković            | 6−2, 3−6, [8−10] |
| Finalista  | 4.   | 19 de juliol de 2009   | Palerm                 | Terra batuda | Darya Kustova    | N. Llagostera Vives M.J. Martínez Sánchez | 1−6, 2−6         |
| Guanyadora | 5.   | 26 de febrer de 2011   | Acapulco, Mèxic        | Dura         | Raluca Olaru     | L. Domínguez Lino A. Parra Santonja       | 5−7, 7−5, [10−6] |
| Guanyadora | 6.   | 24 de juliol de 2011   | Bakú, Azerbaidjan      | Dura         | Tatiana Poutchek | Monica Niculescu Galina Voskobóieva       | 6−3, 2−6, [10−8] |

## Trajectòria

### Individual
| Open d'Austràlia | Q   | A           | Q           | A           | 2R | 1R          | Q           | Q           | Q   | 0 / 2     | 1 – 2     |
| Roland Garros | Q   | A           | A           | 1R          | 1R | 2R          | 1R          | Q           | A   | 0 / 4     | 1 – 4     |
| Wimbledon | Q   | A           | A           | A           | 1R | 1R          | 1R          | Q           | A   | 0 / 3     | 0 – 3     |
| US Open | Q   | Q           | A           | Q           | 1R | 1R          | A           | Q           | A   | 0 / 2     | 0 – 2     |
| Jocs Olímpics | A   | No celebrat | No celebrat | No celebrat | 2R | No celebrat | No celebrat | No celebrat | A   | 0 / 1     | 1 – 1     |
| Rànquing a final d'any | 292 | 124         | 355         | 111         | 67 | 120         | 146         | 174         | 852 | 299 – 225 | 299 – 225 |
| Llegenda: G: Guanyadora; F: Finalista; SF: Semifinalista; QF: Quarts de final; Q: Qualificació; A: Absent; RR: Round Robin; |     |             |             |             |    |             |             |             |     |           |           |

### Dobles femenins
| Open d'Austràlia | A           | 1R          | A           | 3R | 1R          | 1R          | 1R          | 1R  | 0 / 6     | 2 – 6     |
| Roland Garros | A           | A           | 1R          | 3R | 1R          | 1R          | 1R          | A   | 0 / 5     | 2 – 5     |
| Wimbledon | A           | A           | A           | 1R | 3R          | 1R          | 2R          | A   | 0 / 4     | 3 – 4     |
| US Open | A           | A           | 1R          | 1R | 1R          | A           | 2R          | A   | 0 / 5     | 1 – 5     |
| Jocs Olímpics | No celebrat | No celebrat | No celebrat | 1R | No celebrat | No celebrat | No celebrat | A   | 0 / 1     | 0 – 1     |
| Rànquing a final d'any | 70          | 183         | 85          | 41 | 62          | 96          | 67          | 344 | 230 – 159 | 230 – 159 |
| Llegenda: G: Guanyadora; F: Finalista; SF: Semifinalista; QF: Quarts de final; Q: Qualificació; A: Absent; RR: Round Robin; |             |             |             |    |             |             |             |     |           |           |